# Liste des champions du monde poids plumes de boxe anglaise
Liste des champions du monde de boxe poids plumes reconnus par les organisations suivantes :
- La WBA[2] (World Boxing Association), fondée en 1921 et succédant à la NBA (National Boxing Association) en 1962,
- La WBC[3] (World Boxing Council), fondée en 1963,
- L'IBF[4] (International Boxing Federation), fondée en 1983,
- La WBO[5] (World Boxing Organization), fondée en 1988.

Avant 1921, les champions du monde étaient reconnus en tant que tel par le public sans qu’il n’y ait d’organisme particulier pour gérer l’attribution de ce titre.
Mise à jour : 15 février 2025
| Gain du titre | Perte du titre    | Champion              | Champion               | Reconnaissance        | Défenses |  |
| --- | ----------------- | --------------------- | ---------------------- | --------------------- | -------- |  |
| 13 janvier 1890 | 2 septembre 1890  | Torpedo Billy Murphy  | Nouvelle-Zélande       | Unanime               | 1        |  |
| 2 septembre 1890 | 1892              | Young Griffo          | Australie              | Unanime               | 4        |  |
| Griffo laisse son titre vacant et poursuit sa carrière en poids légers. |                   |                       |                        |                       |          |  |
| 27 juin 1892 | 27 novembre 1896  | George Dixon          | Canada                 | Unanime               | 3        |  |
| 27 novembre 1896 | 24 mars 1897      | Frank Erne            | Suisse                 | Unanime               | 0        |  |
| 24 mars 1897 | 4 octobre 1897    | George Dixon          | Canada                 | Unanime               | 0        |  |
| 4 octobre 1897 | 26 septembre 1898 | Solly Smith           | États-Unis             | Unanime               | 2        |  |
| 26 septembre 1898 | 11 novembre 1898  | Dave Sullivan         | Irlande                | Unanime               | 0        |  |
| 11 novembre 1898 | 9 janvier 1900    | George Dixon          | Canada                 | Unanime               | 9        |  |
| 9 janvier 1900 | 28 novembre 1901  | Terry McGovern        | États-Unis             | Unanime               | 6        |  |
| 28 novembre 1901 | 1903              | Young Corbett II      | États-Unis             | Unanime               | 5        |  |
| Corbett laisse son titre vacant. |                   |                       |                        |                       |          |  |
| 3 septembre 1903 | 22 février 1912   | Abe Attell            | États-Unis             | Unanime               | 23/24    |  |
| 22 février 1912 | 2 juin 1923       | Johnny Kilbane        | États-Unis             | Unanime               | 5        |  |
| 2 juin 1923 | 26 juillet 1923   | Eugène Criqui         | France                 | Unanime               | 0        |  |
| 26 juillet 1923 | 10 août 1924      | Johnny Dundee         | États-Unis             | Unanime               | 0        |  |
| Dundee laisse son titre vacant. |                   |                       |                        |                       |          |  |
| 2 janvier 1925 | Juillet 1926      | Kid Kaplan            | États-Unis             | Unanime               | 3        |  |
| Kaplan laisse son titre vacant pour combattre en poids Légers. |                   |                       |                        |                       |          |  |
| 12 septembre 1927 | 10 février 1928   | Benny Bass            | États-Unis             | Unanime               | 0        |  |
| 10 février 1928 | 28 septembre 1928 | Tony Canzoneri        | États-Unis             | Unanime               | 0        |  |
| 28 septembre 1928 | 23 septembre 1929 | André Routis          | France                 | Unanime               | 1        |  |
| 23 septembre 1929 | 27 janvier 1932   | Battling Battalino    | États-Unis             | Unanime (NBA & NYSAC) | 2        |  |
| Battling Battalino perd son titre le 27 janvier 1932 bien que son combat face à Freddie Miller se soit conclu par un "sans décision". L'arbitre, Lou Bauman, n'a en effet pas jugé bon de compter le champion alors qu'il est allé au sol pendant au moins 15s dans la 3e reprise. Bauman stoppe ensuite le combat (Battalino n'est alors plus en mesure de se défendre) et quitte le ring ! Les ceintures NBA & NYSAC sont les jours suivants considérées vacantes. |                   |                       |                        |                       |          |  |
| 26 mai 1932 | 13 janvier 1933   | Tommy Paul            | États-Unis             | NBA                   | 0        |  |
| 13 octobre 1932 | 1933              | Kid Chocolate         | Cuba                   | New York (NYSAC)      | 2        |  |
| Kid Chocolate préfère défendre son titre en super-plumes et laisse sa ceinture NYSAC vacante. |                   |                       |                        |                       |          |  |
| 13 janvier 1933 | 11 mai 1936       | Freddie Miller        | États-Unis             | NBA                   | 12       |  |
| 30 août 1934 | 1935              | Baby Arizmendi        | Mexique                | New York (NYSAC)      | 0        |  |
| Arizmendi laisse son titre NYSAC vacant. |                   |                       |                        |                       |          |  |
| 11 mai 1936 | 29 octobre 1937   | Petey Sarron          | États-Unis             | NBA                   | 2        |  |
| 3 septembre 1936 | 1937              | Mike Belloise         | États-Unis             | New York (NYSAC)      | 0        |  |
| Belloise laisse son titre NYSAC vacant. |                   |                       |                        |                       |          |  |
| 29 octobre 1937 | 1938              | Henry Armstrong       | États-Unis             | Unanime (NBA & NYSAC) | 0        |  |
| Armstrong laisse ses ceintures vacantes pour combattre en poids légers et welters. |                   |                       |                        |                       |          |  |
| 17 octobre 1938 | 18 avril 1939     | Joey Archibald        | États-Unis             | New York (NYSAC)      | 1        |  |
| 18 avril 1939 | Avril 1940        | Joey Archibald        | États-Unis             | Unanime               | 0        |  |
| Archibald est destitué par la NBA pour ne pas avoir affronté son challenger Petey Scalzo. |                   |                       |                        |                       |          |  |
| Avril 1940 | 20 mai 1940       | Joey Archibald        | États-Unis             | New York (NYSAC)      | 0        |  |
| 15 mai 1940 | 1er juillet 1941  | Petey Scalzo          | États-Unis             | NBA                   | 2        |  |
| 20 mai 1940 | 12 mai 1941       | Harry Jeffra          | États-Unis             | New York (NYSAC)      | 1        |  |
| 12 mai 1941 | 11 septembre 1941 | Joey Archibald        | États-Unis             | New York (NYSAC)      | 0        |  |
| 1er juillet 1941 | 18 novembre 1941  | Richie Lemos          | États-Unis             | NBA                   | 0        |  |
| 11 septembre 1941 | 20 novembre 1942  | Chalky Wright         | États-Unis             | New York (NYSAC)      | 1        |  |
| 18 novembre 1941 | 18 janvier 1943   | Jackie Wilson         | États-Unis             | NBA                   | 1        |  |
| 20 novembre 1942 | 7 juin 1946       | Willie Pep            | États-Unis             | New York (NYSAC)      | 4        |  |
| 18 janvier 1943 | 16 août 1943      | Jackie Callura        | Canada                 | NBA                   | 1        |  |
| 16 août 1943 | 10 mars 1944      | Phil Terranova        | États-Unis             | NBA                   | 1        |  |
| 10 mars 1944 | 7 juin 1946       | Sal Bartolo           | États-Unis             | NBA                   | 3        |  |
| 7 juin 1946 | 29 octobre 1948   | Willie Pep            | États-Unis             | Unanime               | 2        |  |
| 29 octobre 1948 | 11 février 1949   | Sandy Saddler         | États-Unis             | Unanime               | 0        |  |
| 11 février 1949 | 8 septembre 1950  | Willie Pep            | États-Unis             | Unanime               | 3        |  |
| 8 septembre 1950 | Janvier 1957      | Sandy Saddler         | États-Unis             | Unanime               | 2        |  |
| Saddler laisse son titre vacant. |                   |                       |                        |                       |          |  |
| 24 juin 1957 | 18 mars 1959      | Hogan Bassey          | Nigeria                | Unanime               | 1        |  |
| 18 mars 1959 | 21 mars 1963      | Davey Moore           | États-Unis             | Unanime               | 5        |  |
| 21 mars 1963 | 26 septembre 1964 | Sugar Ramos           | Cuba                   | Unanime (WBA & WBC)   | 3        |  |
| 26 septembre 1964 | 14 octobre 1967   | Vicente Saldivar      | Mexique                | Unanime (WBA & WBC)   | 7        |  |
| Saldivar laisse ses titres WBA & WBC vacants. |                   |                       |                        |                       |          |  |
| 23 janvier 1968 | 24 juillet 1968   | Howard Winstone       | Royaume-Uni            | WBC                   | 0        |  |
| 28 mars 1968 | 27 septembre 1968 | Raul Rojas            | États-Unis             | WBA                   | 0        |  |
| 24 juillet 1968 | 21 janvier 1969   | José Legrá            | Cuba                   | WBC                   | 0        |  |
| 27 septembre 1968 | 2 septembre 1971  | Shozo Saijo           | Japon                  | WBA                   | 5        |  |
| 21 janvier 1969 | 9 mai 1970        | Johnny Famechon       | Australie              | WBC                   | 2        |  |
| 9 mai 1970 | 11 décembre 1970  | Vicente Saldivar      | Mexique                | WBC                   | 0        |  |
| 11 décembre 1970 | 19 mai 1972       | Kuniaki Shibata       | Japon                  | WBC                   | 2        |  |
| 2 septembre 1971 | 19 août 1972      | Antonio Gómez         | Venezuela              | WBA                   | 1        |  |
| 19 mai 1972 | 16 décembre 1972  | Clemente Sánchez      | Mexique                | WBC                   | 0        |  |
| 19 août 1972 | 16 février 1974   | Ernesto Marcel        | Panama                 | WBA                   | 4        |  |
| Ernesto Marcel défend victorieusement 4 fois sa ceinture puis met un terme à sa carrière. |                   |                       |                        |                       |          |  |
| 16 décembre 1972 | 5 mai 1973        | José Legrá            | Cuba                   | WBC                   | 0        |  |
| 5 mai 1973 | 17 juin 1974      | Éder Jofre            | Brésil                 | WBC                   | 1        |  |
| Jofre est destitué par la WBC pour ne pas avoir remis sa ceinture en jeu dans le délai imparti. |                   |                       |                        |                       |          |  |
| 9 juillet 1974 | 23 novembre 1974  | Rubén Olivares        | Mexique                | WBA                   | 0        |  |
| 7 septembre 1974 | 20 juin 1975      | Bobby Chacon          | États-Unis             | WBC                   | 1        |  |
| 23 novembre 1974 | 19 juin 1976      | Alexis Arguello       | Nicaragua              | WBA                   | 4        |  |
| Arguello laisse son titre WBA vacant pour combattre en supers légers. |                   |                       |                        |                       |          |  |
| 20 juin 1975 | 20 septembre 1975 | Rubén Olivares        | Mexique                | WBC                   | 0        |  |
| 20 septembre 1975 | 6 novembre 1976   | David Kotey           | Ghana                  | WBC                   | 2        |  |
| 6 novembre 1976 | 2 février 1980    | Danny Lopez           | États-Unis             | WBC                   | 8        |  |
| 15 janvier 1977 | 17 décembre 1977  | Rafael Ortega         | Panama                 | WBA                   | 1        |  |
| 17 décembre 1977 | 15 avril 1978     | Cecilio Lastra        | Espagne                | WBA                   | 0        |  |
| 15 avril 1978 | 8 juin 1985       | Eusebio Pedroza       | Panama                 | WBA                   | 19       |  |
| 2 février 1980 | 12 août 1982      | Salvador Sánchez      | Mexique                | WBC                   | 9        |  |
| Sánchez décède le 12 août 1982 dans un accident de voiture. |                   |                       |                        |                       |          |  |
| 15 septembre 1982 | 31 mars 1984      | Juan La Porte         | Porto Rico             | WBC                   | 2        |  |
| 31 mars 1984 | 8 décembre 1984   | Wilfredo Gómez        | Porto Rico             | WBC                   | 0        |  |
| 4 mars 1984 | 29 novembre 1985  | Oh Min-keun           | Corée du Sud           | IBF                   | 2        |  |
| 8 décembre 1984 | 1987              | Azumah Nelson         | Ghana                  | WBC                   | 6        |  |
| Nelson laisse son titre WBC vacant après une 6e défense victorieuse face à Marcos Villasana le 29 août 1987. Il remportera celui des supers plumes le 29 février 1988 en battant le mexicain Mario Martinez. |                   |                       |                        |                       |          |  |
| 8 juin 1985 | 23 juin 1986      | Barry McGuigan        | Irlande                | WBA                   | 2        |  |
| Cruz ravit la ceinture WBA à McGuigan au terme d'un combat acharné élu combat de l'année 1986. |                   |                       |                        |                       |          |  |
| 29 novembre 1985 | 30 août 1986      | Chung Ki-young        | Corée du Sud           | IBF                   | 2        |  |
| 23 juin 1986 | 6 mars 1987       | Steve Cruz            | États-Unis             | WBA                   | 0        |  |
| 30 août 1986 | 23 janvier 1988   | Antonio Rivera        | Porto Rico             | IBF                   | 0        |  |
| 6 mars 1987 | 30 mars 1991      | Antonio Esparragoza   | Venezuela              | WBA                   | 7        |  |
| 23 janvier 1988 | 4 août 1988       | Calvin Grove          | États-Unis             | IBF                   | 1        |  |
| 7 mars 1988 | 8 avril 1989      | Jeff Fenech           | Australie              | WBC                   | 3        |  |
| Fenech laisse son titre WBC vacant après une 3e défense victorieuse face à Marcos Villasana le 8 avril 1989. |                   |                       |                        |                       |          |  |
| 4 août 1988 | 7 avril 1990      | Jorge Páez            | Mexique                | IBF                   | 8        |  |
| 28 janvier 1989 | 11 novembre 1989  | Maurizio Stecca       | Italie                 | WBO                   | 1        |  |
| 11 novembre 1989 | 7 avril 1990      | Louie Espinoza        | États-Unis             | WBO                   | 0        |  |
| 7 avril 1990 | 8 juillet 1990    | Jorge Páez            | Mexique                | IBF & WBO             | 1        |  |
| Après avoir fait match nul face à Troy Dorsey lors de la première défense de ses titres IBF & WBO, Páez décide de renoncer à ses ceintures pour affronter Tony Lopez, champion IBF des supers plumes. |                   |                       |                        |                       |          |  |
| 2 juin 1990 | 13 novembre 1991  | Marcos Villasana      | Mexique                | WBC                   | 3        |  |
| 26 janvier 1991 | 16 mai 1992       | Maurizio Stecca       | Italie                 | WBO                   | 2        |  |
| 30 mars 1991 | 4 décembre 1993   | Park Yong-kyun        | Corée du Sud           | WBA                   | 8        |  |
| 3 juin 1991 | 12 août 1991      | Troy Dorsey           | États-Unis             | IBF                   | 0        |  |
| 12 août 1991 | 26 février 1993   | Manuel Medina         | Mexique                | IBF                   | 4        |  |
| 13 novembre 1991 | 28 avril 1993     | Paul Hodkinson        | Royaume-Uni            | WBC                   | 3        |  |
| 16 mai 1992 | 26 septembre 1992 | Colin McMillan        | Royaume-Uni            | WBO                   | 0        |  |
| 26 septembre 1992 | 26 septembre 1992 | Rubén Darío Palacios  | Colombie               | WBO                   | 0        |  |
| Palacios remporte la ceinture WBO en battant McMillan par arrêt de l'arbitre au 8e round puis met un terme à sa carrière sans défendre son titre. |                   |                       |                        |                       |          |  |
| 26 février 1993 | 8 février 1997    | Tom Johnson           | États-Unis             | IBF                   | 11       |  |
| 17 avril 1993 | 30 septembre 1995 | Steve Robinson        | Royaume-Uni            | WBO                   | 7        |  |
| 28 avril 1993 | 4 décembre 1993   | Gregorio Vargas       | Mexique                | WBC                   | 0        |  |
| 4 décembre 1993 | 7 janvier 1995    | Kevin Kelley          | États-Unis             | WBC                   | 2        |  |
| 4 décembre 1993 | 18 mai 1996       | Eloy Rojas            | Venezuela              | WBA                   | 6        |  |
| 7 janvier 1995 | 23 septembre 1995 | Alejandro González    | Mexique                | WBC                   | 2        |  |
| 23 septembre 1995 | 11 décembre 1995  | Manuel Medina         | Mexique                | WBC                   | 0        |  |
| 30 septembre 1995 | 8 février 1997    | Naseem Hamed          | Royaume-Uni            | WBO                   | 5        |  |
| 11 décembre 1995 | 15 mai 1999       | Luisito Espinosa      | Philippines            | WBC                   | 7        |  |
| 18 mai 1996 | 8 novembre 1997   | Wilfredo Vázquez      | Porto Rico             | WBA                   | 4        |  |
| Vazquez est destitué par la WBA pour ne pas avoir remis sa ceinture en jeu préférant combattre Naseem Hamed pour le titre WBO. |                   |                       |                        |                       |          |  |
| 8 février 1997 | 19 juillet 1997   | Naseem Hamed          | Royaume-Uni            | IBF & WBO             | 2        |  |
| Naseem Hamed laisse son titre IBF vacant. |                   |                       |                        |                       |          |  |
| 19 juillet 1997 | 22 octobre 1999   | Naseem Hamed          | Royaume-Uni            | WBO                   | 6        |  |
| 13 décembre 1997 | 24 avril 1998     | Hector Lizarraga      | Mexique                | IBF                   | 0        |  |
| 3 avril 1998 | 9 septembre 2000  | Freddie Norwood       | États-Unis             | WBA                   | 6        |  |
| 24 avril 1998 | 13 novembre 1999  | Manuel Medina         | Mexique                | IBF                   | 1        |  |
| 15 mai 1999 | 22 octobre 1999   | Cesar Soto            | Mexique                | WBC                   | 0        |  |
| 22 octobre 1999 | 22 octobre 1999   | Naseem Hamed          | Royaume-Uni            | WBC & WBO             | 0        |  |
| Naseem Hamed remporte le titre WBC aux dépens de Cesar Soto mais il ne défendra que sa ceinture WBO. |                   |                       |                        |                       |          |  |
| 22 octobre 1999 | 2000              | Naseem Hamed          | Royaume-Uni            | WBO                   | 2        |  |
| Naseem Hamed abandonne sa ceinture WBO après une 15e défense victorieuse le 19 août 2000 face à Augie Sanchez pour affronter Marco Antonio Barrera. |                   |                       |                        |                       |          |  |
| 13 novembre 1999 | 16 décembre 2000  | Paul Ingle            | Royaume-Uni            | IBF                   | 1        |  |
| 14 avril 2000 | 17 février 2001   | Guty Espadas Jr.      | Mexique                | WBC                   | 1        |  |
| 9 septembre 2000 | 1er novembre 2003 | Derrick Gainer        | États-Unis             | WBA                   | 3        |  |
| 16 décembre 2000 | 6 avril 2001      | Mbulelo Botile        | Afrique du Sud         | IBF                   | 0        |  |
| 17 février 2001 | 2 juin 2002       | Erik Morales          | Mexique                | WBC                   | 1        |  |
| 6 avril 2001 | 16 novembre 2001  | Frank Toledo          | États-Unis             | IBF                   | 0        |  |
| 27 janvier 2001 | 16 juin 2001      | Istvan Kovacs         | Hongrie                | WBO                   | 0        |  |
| 16 juin 2001 | 19 octobre 2002   | Julio Pablo Chacón    | Argentine              | WBO                   | 2        |  |
| 16 novembre 2001 | 27 avril 2002     | Manuel Medina         | Mexique                | IBF                   | 0        |  |
| 27 avril 2002 | 2002              | Johnny Tapia          | États-Unis             | IBF                   | 0        |  |
| Tapia laisse son titre IBF vacant pour affronter Marco Antonio Barrera. |                   |                       |                        |                       |          |  |
| 2 juin 2002 | 2 juin 2002       | Marco Antonio Barrera | Mexique                | WBC                   | 0        |  |
| Barrera met un terme à l'invincibilité d'Erik Morales en lui ravissant la ceinture WBC, ceinture qu'il ne défendra pas. |                   |                       |                        |                       |          |  |
| 19 octobre 2002 | 12 juillet 2003   | Scott Harrison        | Royaume-Uni            | WBO                   | 1        |  |
| 16 novembre 2002 | 2003              | Erik Morales          | Mexique                | WBC                   | 2        |  |
| Morales remporte une 2e fois le titre WBC des poids plumes qu'il abandonne en 2003 après 2 victoires pour combattre en supers légers. Il sera également champion du monde de cette catégorie le 2 février 2004 en dominant son compatriote Jesus Chavez. |                   |                       |                        |                       |          |  |
| 1er février 2003 | 1er novembre 2003 | Juan Manuel Márquez   | Mexique                | IBF                   | 1        |  |
| 12 juillet 2003 | 29 novembre 2003  | Manuel Medina         | Mexique                | WBO                   | 0        |  |
| 1er novembre 2003 | 7 mai 2005        | Juan Manuel Márquez   | Mexique                | WBA & IBF             | 3        |  |
| Márquez ne remettra pas sa ceinture IBF en jeu après une nouvelle victoire le 7 mai 2005 pour le titre unifié WBA & IBF aux dépens de Victor Polo. |                   |                       |                        |                       |          |  |
| 29 novembre 2003 | 2005              | Scott Harrison        | Royaume-Uni            | WBO                   | 6        |  |
| Harrison annonce sa retraite sportive fin 2005 après une 6e défense victorieuse de son titre face à Nedal Hussein. |                   |                       |                        |                       |          |  |
| 10 avril 2004 | 29 janvier 2006   | Chi In-jin            | Corée du Sud           | WBC                   | 2        |  |
| 7 mai 2005 | 4 mars 2006       | Juan Manuel Márquez   | Mexique                | WBA                   | 0        |  |
| 20 janvier 2006 | 13 mai 2006       | Valdemir Pereira      | Brésil                 | IBF                   | 0        |  |
| 29 janvier 2006 | 30 juillet 2006   | Takashi Koshimoto     | Japon                  | WBC                   | 0        |  |
| 4 mars 2006 | 6 décembre 2013   | Chris John            | Indonésie              | WBA                   | 13       |  |
| 13 mai 2006 | 2 septembre 2006  | Eric Aiken            | États-Unis             | IBF                   | 0        |  |
| 30 juillet 2006 | 17 décembre 2006  | Rodolfo López         | Mexique                | WBC                   | 0        |  |
| 2 septembre 2006 | 23 juin 2008      | Robert Guerrero       | États-Unis             | IBF                   | 3        |  |
| Guerrero laisse son titre IBF vacant pour combattre en super-plumes. |                   |                       |                        |                       |          |  |
| 17 décembre 2006 | Juillet 2007      | Chi In-jin            | Corée du Sud           | WBC                   | 0        |  |
| In-Jin Chi remporte une 2e fois le titre WBC et décide de mettre un terme à sa carrière après cette victoire. |                   |                       |                        |                       |          |  |
| 21 juillet 2007 | 13 août 2008      | Jorge Linares         | Venezuela              | WBC                   | 1        |  |
| Linares remporte le titre vacant WBC en battant le boxeur mexicain Óscar Larios par arrêt de l'arbitre à la 10e reprise. Linares laisse son titre vacant le 13 août 2008 pour combattre en super-plumes. Larios, devenu entre-temps champion du monde par intérim, devient champion à part entière. |                   |                       |                        |                       |          |  |
| 14 juillet 2007 | 23 janvier 2010   | Steven Luevano        | États-Unis             | WBO                   | 5        |  |
| 13 août 2008 | 12 mars 2009      | Óscar Larios          | Mexique                | WBC                   | 0        |  |
| 23 octobre 2008 | 15 mai 2010       | Cristóbal Cruz        | Mexique                | IBF                   | 3        |  |
| 12 mars 2009 | 14 juillet 2009   | Takahiro Aoh          | Japon                  | WBC                   | 0        |  |
| 14 juillet 2009 | 26 novembre 2010  | Elio Rojas            | République dominicaine | WBC                   | 1        |  |
| Déclaré champion en repos par la WBC, le titre laissé vacant est remporté le 26 novembre 2010 par Hozumi Hasegawa. |                   |                       |                        |                       |          |  |
| 23 janvier 2010 | 16 avril 2011     | Juan Manuel López     | Porto Rico             | WBO                   | 2        |  |
| 15 mai 2010 | 10 septembre 2010 | Orlando Salido        | Mexique                | IBF                   | 0        |  |
| Le 11 septembre 2010, Salido affronte Yuriorkis Gamboa mais la veille du combat, il ne peut satisfaire à la limite de poids autorisée lors de la pesée et doit renoncer à sa ceinture. Il s'incline finalement aux points à l'unanimité des 3 juges. |                   |                       |                        |                       |          |  |
| 11 septembre 2010 | 26 mars 2011      | Yuriorkis Gamboa      | Cuba                   | IBF                   | 0        |  |
| Le 26 mars 2011, jour de son combat contre Jorge Solis, Gamboa ne se présente pas à la pesée exigée par l'IBF qui lui retire aussitôt sa ceinture. Le cubain bat néanmoins le mexicain le soir même au 4e round. |                   |                       |                        |                       |          |  |
| 26 novembre 2010 | 8 avril 2011      | Hozumi Hasegawa       | Japon                  | WBC                   | 0        |  |
| 8 avril 2011 | 15 septembre 2012 | Jhonny González       | Mexique                | WBC                   | 4        |  |
| 16 avril 2011 | 19 janvier 2013   | Orlando Salido        | Mexique                | WBO                   | 2        |  |
| 29 juillet 2011 | 1er mars 2013     | Billy Dib             | Australie              | IBF                   | 2        |  |
| 15 septembre 2012 | 4 mai 2013        | Daniel Ponce de León  | Mexique                | WBC                   | 0        |  |
| 19 janvier 2013 | 14 juin 2013      | Mikey García          | États-Unis             | WBO                   | 0        |  |
| Garcia perd son titre le 14 juin 2013 à la veille de son combat contre Juan Manuel Lopez pour ne pas avoir respecté la limite de poids autorisée. |                   |                       |                        |                       |          |  |
| 1er mars 2013 | 30 mai 2015       | Evgeny Gradovich      | Russie                 | IBF                   | 4        |  |
| 4 mai 2013 | 24 août 2013      | Abner Mares           | Mexique                | WBC                   | 0        |  |
| 24 août 2013 | 28 mars 2015      | Jhonny Gonzalez       | Mexique                | WBC                   | 2        |  |
| 12 octobre 2013 | 28 février 2014   | Orlando Salido        | Mexique                | WBO                   | 0        |  |
| Salido perd son titre le 28 février 2014 à la veille de son combat contre Vasyl Lomachenko pour ne pas avoir respecté la limite de poids autorisée. |                   |                       |                        |                       |          |  |
| 6 décembre 2013 | 31 mai 2014       | Simpiwe Vetyeka       | Afrique du Sud         | WBA                   | 0        |  |
| 31 mai 2014 | 18 octobre 2014   | Nonito Donaire        | Philippines            | WBA                   | 0        |  |
| 21 juin 2014 | Mai 2016          | Vasyl Lomachenko      | Ukraine                | WBO                   | 3        |  |
| Lomachenko remporte le titre vacant WBO aux points le 21 juin 2014 face à Gary Russell Jr puis le laissera à son tour vacant en mai 2016 pour devenir un peu plus tard champion WBO des super-plumes. |                   |                       |                        |                       |          |  |
| 18 octobre 2014 | 12 juin 2015      | Nicholas Walters      | Jamaïque               | WBA                   | 0        |  |
| Walters est dépossédé de son titre le 12 juin 2015 pour ne pas être parvenu à respecter la limite de poids autorisée à la veille de son combat contre Miguel Marriaga. |                   |                       |                        |                       |          |  |
| 28 mars 2015 | 22 janvier 2022   | Gary Russell Jr.      | États-Unis             | WBC                   | 5        |  |
| 30 mai 2015 | 19 mai 2018       | Lee Selby             | Royaume-Uni            | IBF                   | 4        |  |
| 29 août 2015 | 30 juillet 2016   | Leo Santa Cruz        | Mexique                | WBA                   | 1        |  |
| 23 juillet 2016 | Juin 2019         | Óscar Valdez          | Mexique                | WBO                   | 6        |  |
| Valdez remporte le titre WBO vacant le 23 juillet 2016 face à Matias Carlos Adrian Rueda et le laisse à son tour vacant après une 6e défense victorieuse en juin 2019. |                   |                       |                        |                       |          |  |
| 30 juillet 2016 | 28 janvier 2017   | Carl Frampton         | Royaume-Uni            | WBA                   | 0        |  |
| 28 janvier 2017 | 12 décembre 2022  | Leo Santa Cruz        | Mexique                | WBA                   | 3        |  |
| Santa Cruz laisse son titre WBA vacant le 12 décembre 2022. |                   |                       |                        |                       |          |  |
| 19 mai 2018 | 21 janvier 2021   | Josh Warrington       | Royaume-Uni            | IBF                   | 3        |  |
| Warrington laisse son titre IBF vacant le 21 janvier 2021. |                   |                       |                        |                       |          |  |
| 26 octobre 2018 | 7 juillet 2020    | Shakur Stevenson      | États-Unis             | WBO                   | 0        |  |
| Stevenson laisse son titre vacant WBO le 7 juillet 2020. |                   |                       |                        |                       |          |  |
| 9 octobre 2020 | 9 février 2023    | Emanuel Navarrete     | Mexique                | WBO                   | 3        |  |
| Navarrete laisse le titre WBO des poids plumes vacant le 9 février 2023 pour défense sa ceinture des super-plumes de la même fédération. |                   |                       |                        |                       |          |  |
| 7 août 2021 | 13 novembre 2021  | Kid Galahad           | Royaume-Uni            | IBF                   | 0        |  |
| 13 novembre 2021 | 26 mars 2022      | Kiko Martinez         | Espagne                | IBF                   | 0        |  |
| 22 janvier 2022 | 9 juillet 2022    | Mark Magsayo          | Philippines            | WBC                   | 0        |  |
| 26 mars 2022 | 10 décembre 2022  | Josh Warrington       | Royaume-Uni            | IBF                   | 0        |  |
| 9 juillet 2022 | 2024              | Rey Vargas            | Mexique                | WBC                   | 1        |  |
| Titre vacant |                   |                       |                        |                       |          |  |
| 18 février 2023 | 27 mai 2023       | Mauricio Lara         | Mexique                | WBA                   | 0        |  |
| 10 décembre 2022 | 10 août 2024      | Luis Alberto Lopez    | Mexique                | IBF                   | 3        |  |
| 1er avril 2023 | 9 décembre 2023   | Robeisy Ramirez       | Cuba                   | WBO                   | 1        |  |
| 27 mai 2023 | 17 octobre 2023   | Leigh Wood            | Royaume-Uni            | WBA                   | 1        |  |
| Wood laisse le titre WBA des poids plumes vacant le 17 octobre 2023 |                   |                       |                        |                       |          |  |
| 9 décembre 2023 | En cours          | Rafael Espinoza       | Mexique                | WBO                   |          |  |
| 2 mars 2024 | 1er juin 2024     | Raymond Ford          | États-Unis             | WBA                   | 0        |  |
| 1er juin 2024 | En cours          | Nick Ball             | Royaume-Uni            | WBA                   |          |  |
| 10 août 2024 | En cours          | Angelo Leo            | États-Unis             | IBF                   |          |  |
| 1er février 2025 | En cours          | Stephen Fulton        | États-Unis             | WBC                   |          |  |